# Eitel Frederik III van Hohenzollern
Eitel Frederik III van Hohenzollern (1494 – Pavia, 15 juni 1525) was van 1512 tot aan zijn dood graaf van Hohenzollern. Hij behoorde tot het huis Hohenzollern.

## Levensloop
Eitel Frederik III was de zoon van graaf Eitel Frederik II van Hohenzollern en Magdalena van Brandenburg, dochter van markgraaf Frederik de Vette. In 1512 volgde hij zijn vader op als graaf van Hohenzollern. Eitel Frederik werd samen met keizer Karel V opgeleid in Brussel.
Eitel Frederik was de groothofmeester en de geheime adviseur van keizer Maximiliaan I, wat bewees dat hij net als zijn vader een goede relatie had met het huis Habsburg. Daarnaast was hij ook aartskamerheer van het Heilige Roomse Rijk en gezagsdrager van het graafschap Hohenberg.
In 1525 stierf hij in Pavia, waar hij actief was als bevelhebber van de Duitse landsknechten. Omdat zijn overlijden onverwacht was, wordt vermoed dat hij vergiftigd werd door een jaloerse Spaanse officier. Hij werd begraven in de Dom van Pavia.

## Huwelijk en nakomelingen
In 1515 huwde hij met Johanna (overleden in 1544), dochter van Filips van Wetthem, die heer van Beersel en Boutersem was. Ze kregen zeven kinderen:
- Karel I (1516-1576), graaf van Hohenzollern
- Ferfried, jong gestorven
- Anna (overleden in 1574)
- Margaretha, jong gestorven
- Eitel Frederik (overleden in 1544), stierf tijdens het beleg van St. Dizier
- Felix Frederik (overleden in 1550)
- Johanna (overleden in 1550), huwde in 1535 met baron Jacobus III, seneschalk van Waldburg-Trauchburg